# Anatolij Grišin
Anatolij Kuz'mič Grišin (in russo Анатолий Кузьмич Гришин?; Mosca, 8 luglio 1939 – Mosca, 14 giugno 2016) è stato un canoista sovietico, dal 1991 russo.

## Palmarès

### Olimpiadi
- 1 medaglia:
  - 1 oro (Tokyo 1964 nel K4 1000 m)

### Mondiali
- 2 medaglie:
  - 1 oro (Berlino Est 1966 nel K4 10000 m)
  - 1 bronzo (Jajce 1963 nel K2 1000 m)